# Kunyang
Kunyang (kinesiska: P’ing-yang-hsien-ch’eng, P’ing-yang-hsien) är en ort i Kina. Den ligger i provinsen Zhejiang, i den östra delen av landet, omkring 290 kilometer söder om provinshuvudstaden Hangzhou. Antalet invånare är 65 009.
Runt Kunyang är det tätbefolkat, med 790 invånare per kvadratkilometer. Kunyang är det största samhället i trakten. Trakten runt Kunyang består till största delen av jordbruksmark.
Genomsnittlig årsnederbörd är 2 185 millimeter. Den regnigaste månaden är juni, med i genomsnitt 294 mm nederbörd, och den torraste är januari, med 75 mm nederbörd.